# Турчанинов, Пётр Иванович
Пётр Ива́нович Турчани́нов (1746—1824) — генерал-поручик; масон, мастер стула ложи, подчинённой с 1773 году Г. П. Гагарину. Основатель секретной шведской ложи в Москве.

## Биография
Родился в 1746 году. Его отец, Иван Турчанинов (1711—28.04.1781), родился в Константинополе в семье португальского доктора фон-Секко (Fonseca), вместе с братом переехавшего в Турцию и принявшего магометанство. Позже Турчанинов перешёл на русскую службу и умер в чине капитана. От брака с Фирсовой имел трёх сыновей: Петра, Василия и Александра.
Пётр Иванович Турчанинов в 1774—1776 годах был секунд-майором и воеводой в Судае. В 1778 году — правитель канцелярии Г. А. Потёмкина, по рекомендации которого Екатерине II стал статс-секретарём императрицы по военным делам. В 1791—1793 годах — кабинет-секретарь императрицы. В 1783 году — бригадир. Член Российской академии (1783). В 1783—1796 годах — при собственных Ея Императорского Величества делах и у принятия прошений (Из общей росписи начальствующих и прочих должностных лиц по всем управлениям Российской империи). В 1796 году также — управляющий Конторою строения Ея Императорского Величества домов и садов.
В 1785—1788 годах — уездный предводитель дворянства в Новой Ладоге. В 1785—1793 годах — армии генерал-майор. В 1789 году в Роченсальмском сражении командовал десантными войсками. С 1796 года — генерал-поручик. В 1796 году — управляющий Конторой строения Её императорского величества домов и садов, состоял при собственных делах Её величества и у принятия прошений.
Со времён правления Павла I жил в своём имении в Белоруссии, где его в 1823 году посетил Александр I. Умер 24 декабря 1824 года.

## Семья

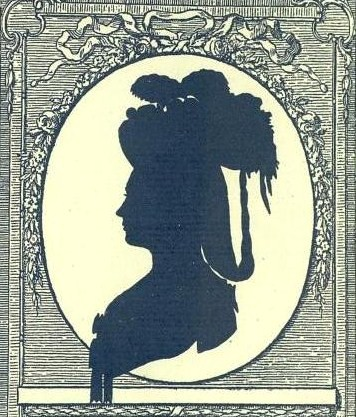
Софья Эльмпт

О первой жены Екатерины Ивановны Горихвостовой (1745—01.10.1787), дочери новгородского помещика, умершей от рака, имел дочь и сыновей:
- Елизавета, замужем (с 13 января 1790 года)[2] за коллежским асессором Иваном Форсманом.
- Екатерины, замужем (с 31 января 1795 года) за вице-адмиралом Петром Ивановичем Ханыковым[3].
- Павел (01.05.1778—1839), генерал.
- Андрей (1779—1830), генерал.
- Пётр (26.02.1783[4]— ?), крещен 5 марта 1784 года в Симеоновской церкви при восприемстве Екатерины II.

Вторая жена — княжна Наталья Васильевна Голицына (20.05.1766— ?), дочь гвардии-поручика князя князя Василия Михайловича Голицына и Марии Алексеевны Татищевой.
Третья жена — баронесса София Эльмпт, дочь фельдмаршала барона (впоследствии графа) И. К. Эльмпта, фрейлина двора (1781). В своем кругу была известна под именем «философки», знала греческий и латинский. В 1785 году вместе с мадам Дивовой стала героиней нашумевшего дела. Их заподозрили в составление непристойных карикатур на Потёмкина и его племянниц. За это, по словам князя П. В. Долгорукова, фрейлина Эльмпт по указанию Екатерины II была бита кнутом и удалена от двора. В 1808—1809 года мадам Турчанинова привлекалась к ответственности по доносу вдовы купца Ивана Ангельн за дерзкий разговор об Алекандре I. Оставила мемуары, изданные в 1816 году в Брюсселе (Mémoires de M-me Tourtchaninoff, née C-sse Elmpt. Bruxelles, 1816).